# Seebäderschiff

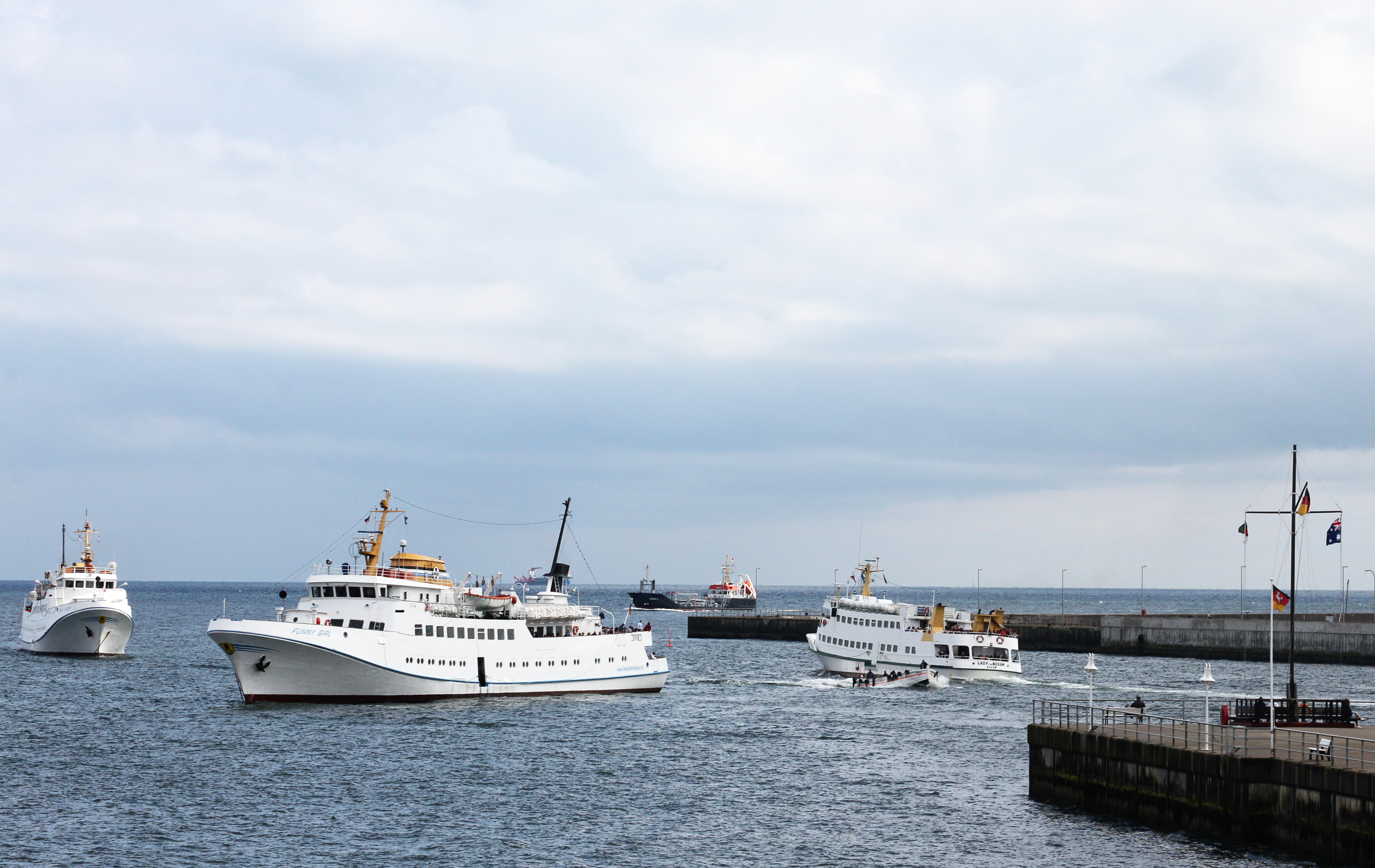
Seebäderschiffe vid Helgoland. Fartygen ankrar ofta på redden utanför hamnen och passagerarna förs iland med mindre båtar, så kallade Börtebooten.

Seebäderschiff är en tysk fartygstyp för passagerartransport mellan badorterna på den tyska Nordsjökusten, till Helgoland samt till de  ostfrisiska och nordfrisiska öarna.[källa behövs] De har vanligen flera däck med stora salonger, men inga hytter. Det största av fartygen var det 110 meter långa och 15 meter breda Wappen von Hamburg, som kunde transportera upp till 1800 passagerare med en toppfart av 22 knop. Det sjösattes 1965 och skrotades 2011.
Några Seebäderschiffe har även använts i Östersjön, framför allt för trafik mellan öarna Rügen, Hiddensee och Usedom såväl som mellan fastlandet och öarna.
Ett av fartygen har trafikerat Öresund och hette då M/S Turasund.

## Galleri

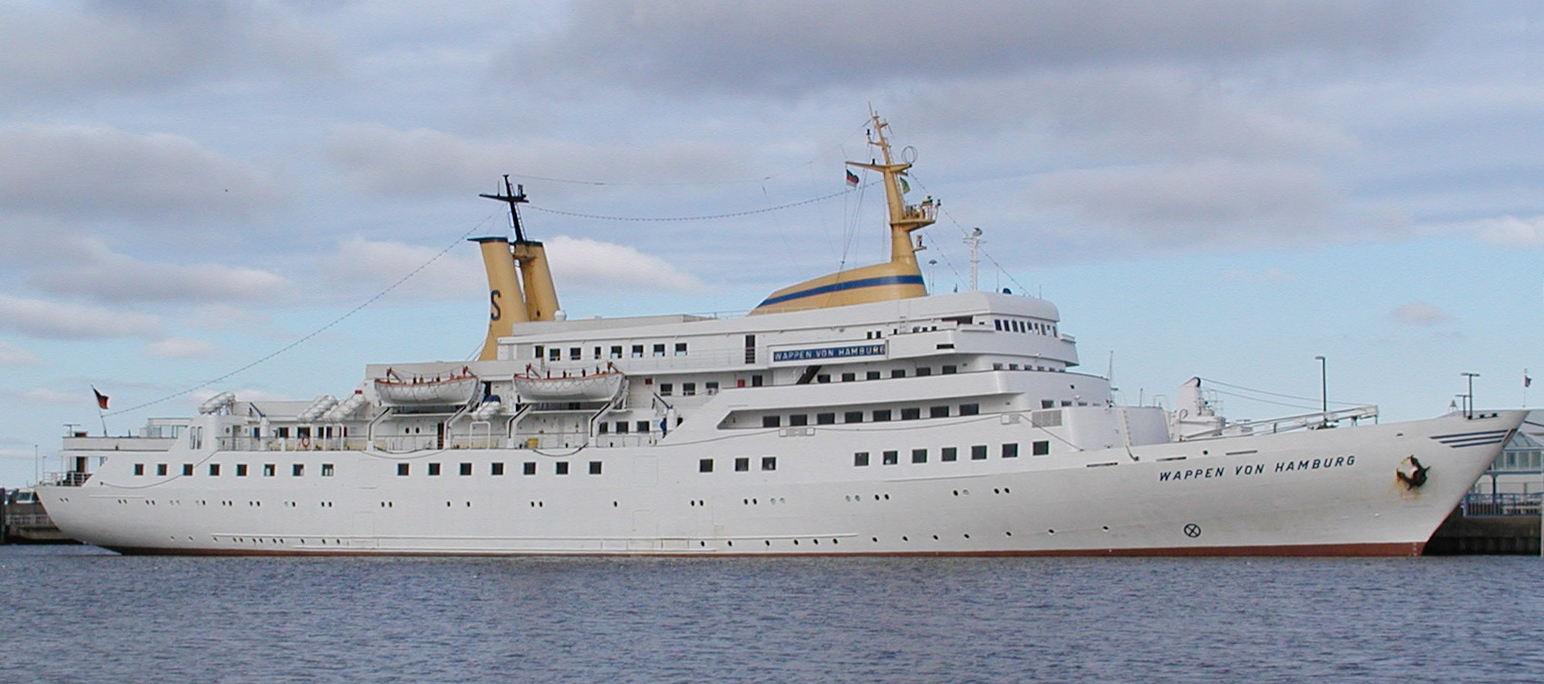
Wappen von Hamburg
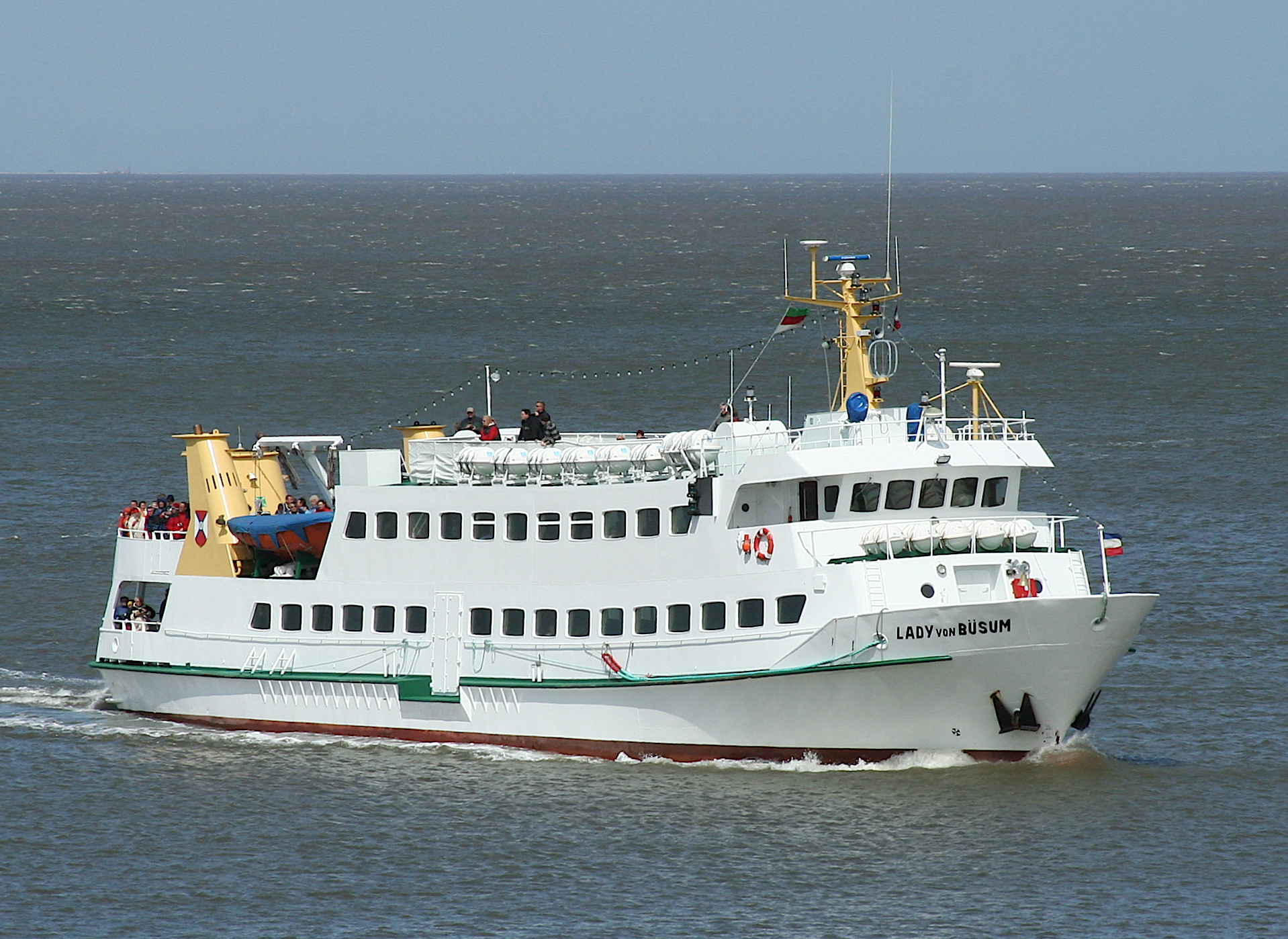
Lady von Büsum
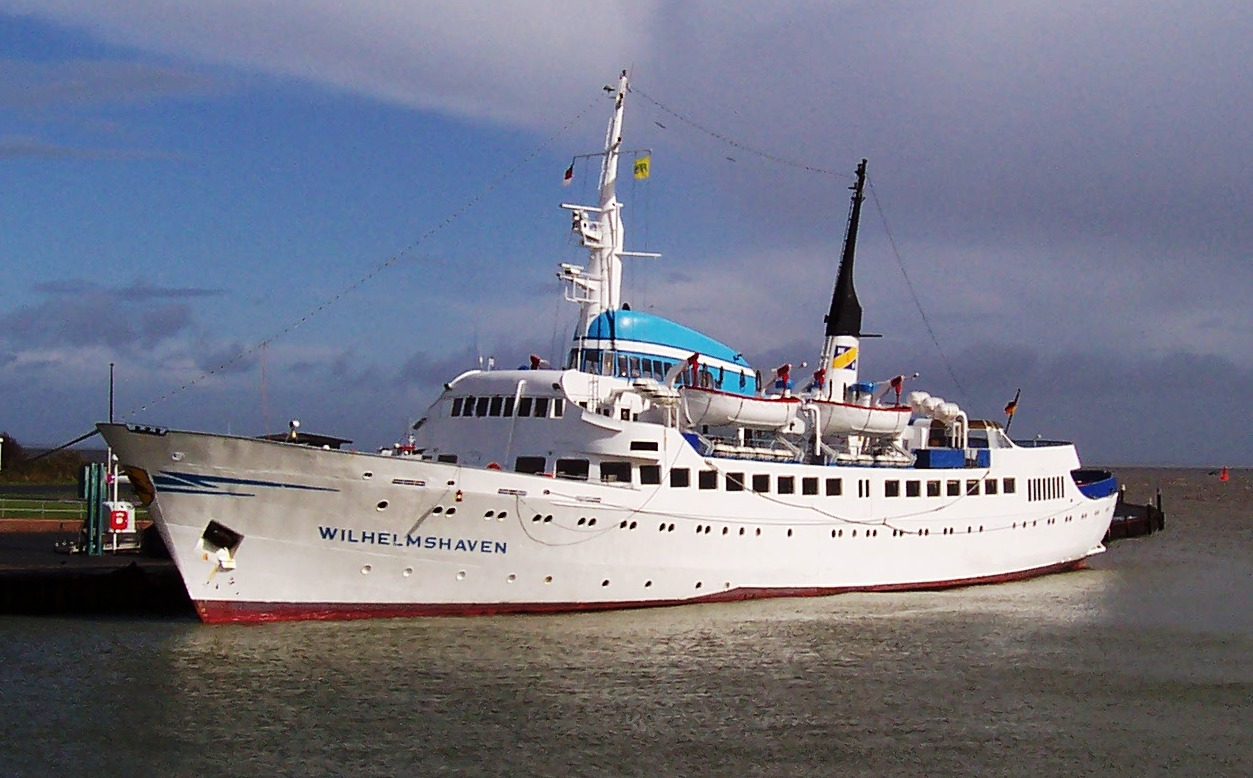
Wilhelmshaven
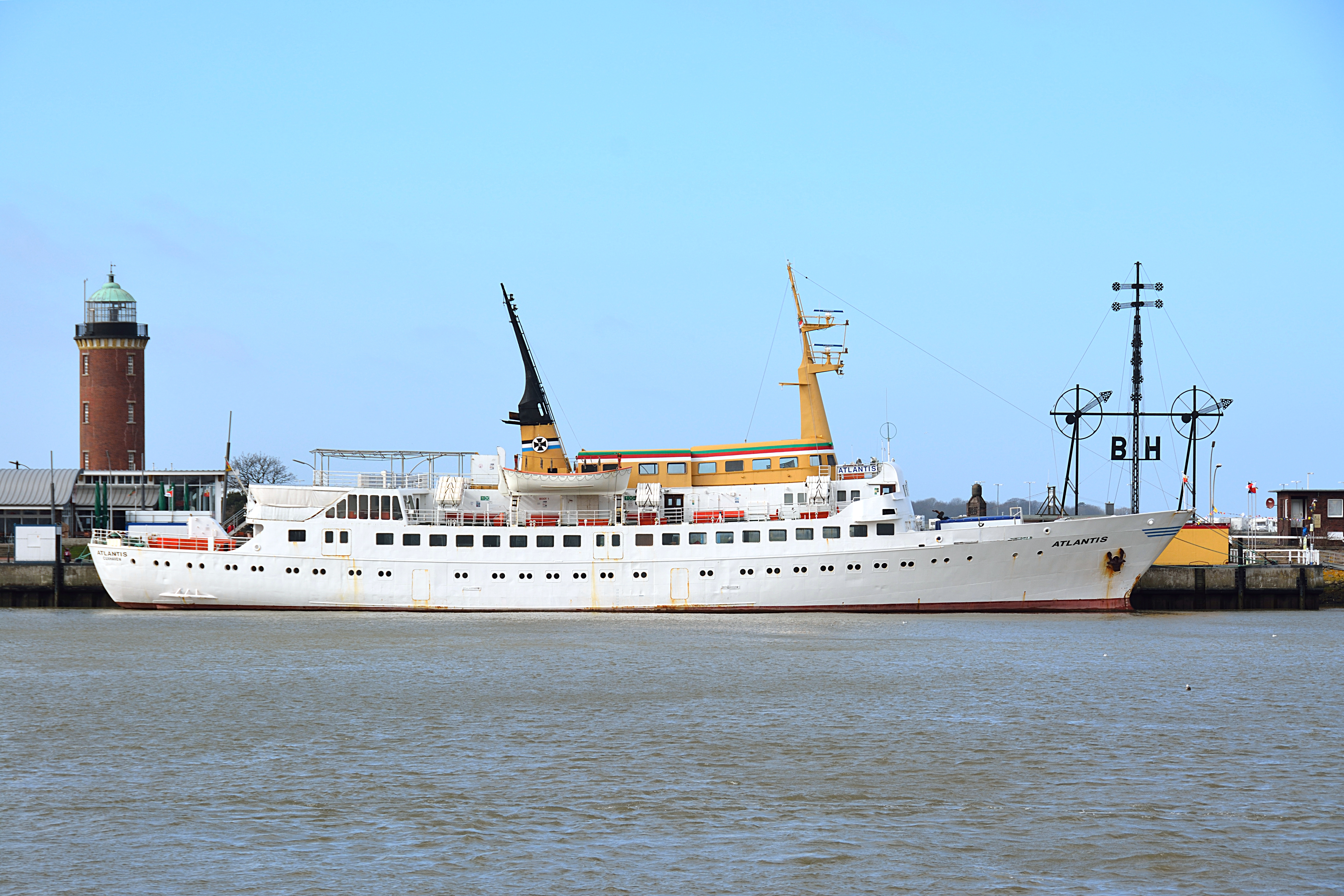
Atlantis
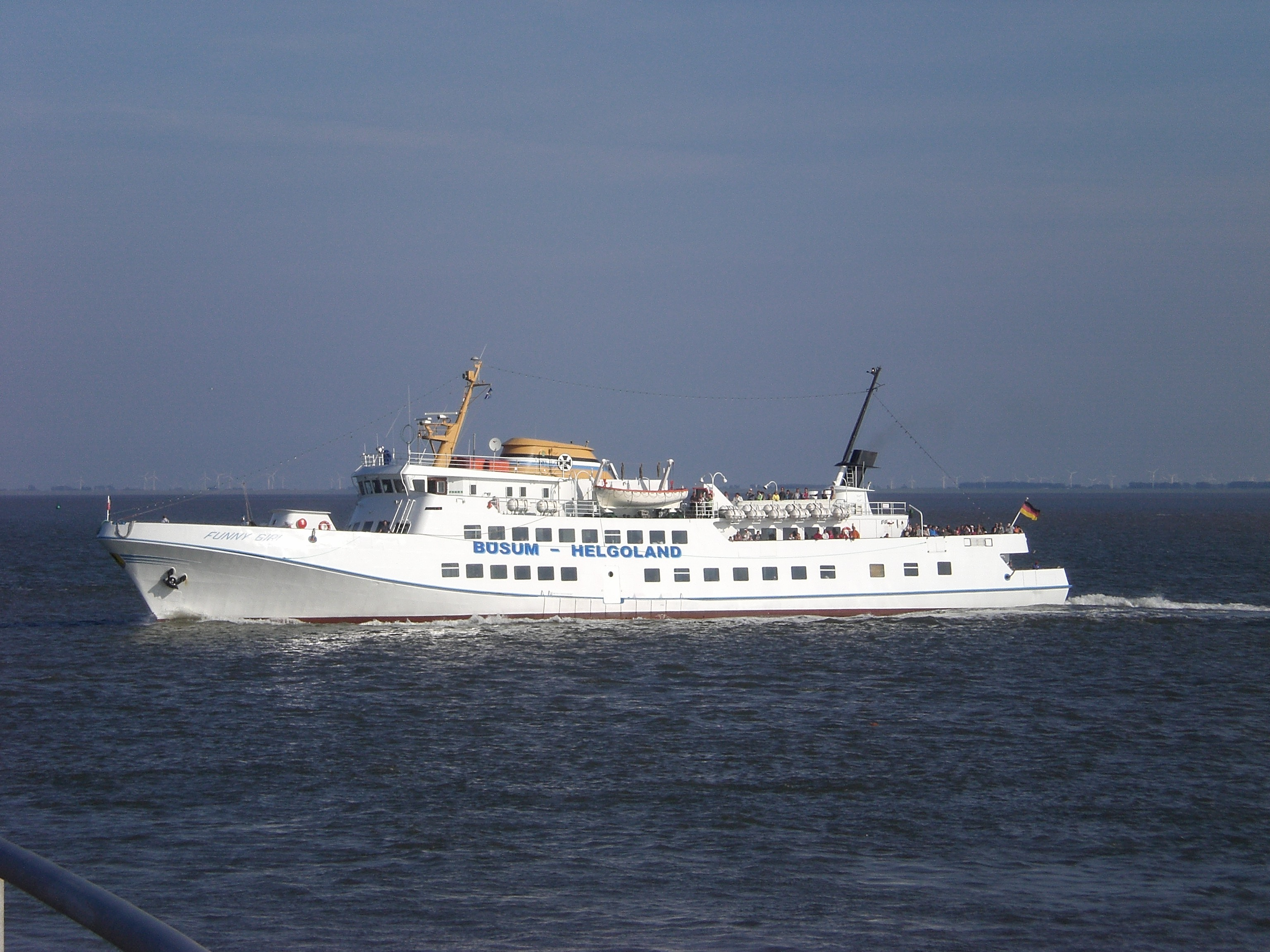
Funny Girl, systerfartyg till M/S Turasund